# Championnat du Guatemala de football 1972
Navigation
Saison précédente Saison suivante
La Liga Nacional 1972 est la vingt-et-unième édition de la première division guatémaltèque.
Lors de ce tournoi, le CSD Comunicaciones a conservé son titre de champion du Guatemala face aux neuf meilleurs clubs guatémaltèques.
Chacun des dix clubs participant était confronté trois fois aux neuf autres équipes.
Seulement deux places étaient qualificatives pour la Coupe des champions de la CONCACAF et deux pour la Coupe de la Fraternité.

## Les 10 clubs participants
| \| Guatemala: Aurora FC CSD Comunicaciones CSD Municipal Cementos Novella Tipografía Nacional Universidad SC Guatemala Juventud Escuintleca Juventud Catolica Guatemala Deportivo Suchitepéquez Guatemala Xelaju MC \| Localisation des clubs engagés dans le championnat. |
| Guatemala: Aurora FC CSD Comunicaciones CSD Municipal Cementos Novella Tipografía Nacional Universidad SC Guatemala Juventud Escuintleca Juventud Catolica Guatemala Deportivo Suchitepéquez Guatemala Xelaju MC                                                           |

Ce tableau présente les dix équipes qualifiées pour disputer le championnat 1972. On y trouve le nom des clubs, le nom des stades dans lesquels ils évoluent ainsi que la capacité et la localisation de ces derniers.
| Club                    | Stade                      | Capacité          | Ville          |
| Aurora FC               | Stade de l'Ejército        | 13 300            | Guatemala City |
| CSD Comunicaciones      | Stade Mateo Flores         | 30 000            | Guatemala City |
| Juventud Escuintleca    | Stade Ricardo Muñoz Gálvez | 3 000             | Escuintla      |
| Juventud Catolica       | Stade inconnu              | Capacité inconnue | Puerto Barrios |
| CSD Municipal           | Stade Mateo Flores         | 30 000            | Guatemala City |
| Cementos Novella        | Stade inconnu              | Capacité inconnue | Guatemala City |
| Deportivo Suchitepéquez | Stade Carlos Salazar Hijo  | 12 000            | Mazatenango    |
| Tipografía Nacional     | Stade La Pedrera           | Capacité inconnue | Guatemala City |
| Universidad SC          | Stade de la Revolución     | 5 000             | Guatemala City |
| Xelaju MC               | Stade Mario Camposeco      | 11 000            | Quetzaltenango |

## Compétition
Les dix équipes affrontent à trois reprises les neuf autres équipes selon un calendrier tiré aléatoirement.
Le classement est établi sur l'ancien barème de points (victoire à 2 points, match nul à 1, défaite à 0).
Le départage final se fait selon les critères suivants :
- Le nombre de points.
- La différence de buts générale.
- Le nombre de buts marqué.

### Classement
| Rang | Équipe                  | Pts | J  | G  | N | P  | Bp | Bc | Diff |
| ---- | ----------------------- | --- | -- | -- | - | -- | -- | -- | ---- |
| 1    | CSD Comunicaciones T    | 42  | 27 | 17 | 8 | 2  | 43 | 18 | +25  |
| 2    | CSD Municipal           | 39  | 27 | 15 | 9 | 3  | 42 | 18 | +24  |
| 3    | Aurora FC               | 36  | 27 | 15 | 6 | 6  | 41 | 23 | +18  |
| 4    | Cementos Novella        | 31  | 27 | 12 | 7 | 8  | 44 | 27 | +17  |
| 5    | Tipografía Nacional     | 31  | 27 | 12 | 7 | 8  | 37 | 36 | +1   |
| 6    | Xelaju MC               | 26  | 27 | 10 | 6 | 11 | 34 | 34 | 0    |
| 7    | Deportivo Suchitepéquez | 26  | 27 | 9  | 8 | 10 | 40 | 45 | -5   |
| 8    | Juventud Catolica P     | 14  | 27 | 5  | 4 | 18 | 30 | 51 | -21  |
| 9    | Juventud Escuintleca    | 13  | 27 | 2  | 9 | 16 | 20 | 48 | -28  |
| 10   | Universidad SC          | 12  | 27 | 3  | 6 | 18 | 15 | 46 | -31  |

| Légende : Qualifications et relégations | Légende : Qualifications et relégations                                                                                 |
| --------------------------------------- | --- |
|                                         | Coupe des champions de la CONCACAF 1973 (1er Tour de qualification) Coupe de la Fraternité 1973 (ru) (Phase de groupes) |
|                                         | Relégué en Primera División de Guatemala                                                                                |
|                                         | T Tenant du titre P Promu de la saison 1971                                                                             |

## Bilan du tournoi
| Championnat du Guatemala de football 1972            |                      |
| Champion                                             | CSD Comunicaciones   |
| Dauphin                                              | CSD Municipal        |
| Coupes et trophées                                   |                      |
| Vainqueur Copa de Guatemala                          | CSD Comunicaciones   |
| Qualifications continentales                         |                      |
| Coupe des champions 1973 (1er Tour de qualification) | CSD Comunicaciones   |
| Coupe des champions 1973 (1er Tour de qualification) | CSD Municipal        |
| Coupe de la fraternité 1973 (ru) (Phase de groupes)  | CSD Comunicaciones   |
| Coupe de la fraternité 1973 (ru) (Phase de groupes)  | CSD Municipal        |
| Promotions et relégations                            |                      |
| Promus en Liga Nacional de Guatemala                 | Juventud Retalteca   |
| Relégués en Primera División de Guatemala            | Juventud Escuintleca |